# AGM-88E AARGM
Il missile AGM-88E AARGM è un missile antiradar a medio raggio, evoluzione dell'AGM-88 HARM utilizzato per missioni SEAD (Suppression of Enemy Air Defense).
Una joint venture tra il Ministero della difesa italiano e il Dipartimento della Difesa degli Stati Uniti ha portato allo sviluppo di una nuova versione dell'AGM-88 HARM denominata  AGM-88E Advanced Anti Radiation Guided Missile (AARGM).
L'AARGM è caratterizzato da un incremento delle capacità e da un aggiornamento del software mirate a mantenere efficace il sistema d'arma anche quando i radar bersaglio vengono spenti per autodifesa. Per questo motivo sull'AARGM sono stati installati un radar passivo e uno attivo in banda millimetrica.